# Team Øster Hus-Ridley/Saison 2013
Dieser Artikel listet Erfolge und Fahrer des Radsportteams Øster Hus-Ridley in der Saison 2013 auf.

## Erfolge in der UCI Europe Tour
| Datum  | Rennen              | Kat. | Sieger               |
| ------ | ------------------- | ---- | -------------------- |
| 4. Mai | Hadeland Grand Prix | 1.2  | Fredrik Strand Galta |

## Zugänge – Abgänge
| Zugänge                 | Team 2012 | Abgänge            | Team 2013 |
| ----------------------- | --------- | ------------------ | --------- |
| Nicholas Hammersland    | Neoprofi  | Ole Martin Ølmheim | Unbekannt |
| Tormod Hausken Jacobsen | Neoprofi  | Johan Ziesler      | Unbekannt |
| August Jensen           | Neoprofi  |                    |           |
| Oscar Landa             | Neoprofi  |                    |           |

## Mannschaft
| Name                     | Geburtstag       | Nationalität |
| ------------------------ | ---------------- | ------------ |
| Håvard Blikra            | 2. November 1991 | Norwegen     |
| Sven Erik Bystrøm        | 21. Januar 1992  | Norwegen     |
| Kristian Dyrnes          | 20. April 1992   | Norwegen     |
| Filip Eidsheim           | 16. Februar 1990 | Norwegen     |
| Fredrik Strand Galta     | 19. Oktober 1992 | Norwegen     |
| Nicholas Hammersland     | 14. August 1993  | Norwegen     |
| Tormod Hausken Jacobsen  | 17. August 1993  | Norwegen     |
| Daniel Egeland Jarstø    | 18. Mai 1990     | Norwegen     |
| August Jensen            | 29. August 1991  | Norwegen     |
| Oscar Landa              | 15. August 1993  | Norwegen     |
| Frans-Leonard Markaskard | 27. Oktober 1990 | Norwegen     |